# Helmut Schwichtenberg
Helmut Schwichtenberg (Żagań, Silésia, 5 de abril de 1942) é um matemático alemão.

## Obras
- com Stanley Wainer: Proofs and Computations, Cambridge, 2012
- com Anne Troelstra: Basic Proof Theory, 2ª Edição 2000
- com Kurt Schütte: Mathematische Logik, in Fischer, Hirzebruch u.a. (Editores) Ein Jahrhundert Mathematik 1890-1990, Vieweg, 1990